# BMW K 1200 LT
La BMW K 1200 LT est un modèle de moto du constructeur allemand BMW.
Apparue fin 1998, elle fut livrée début 1999. Elle a subi une évolution en 2004 et sa commercialisation a pris fin en 2009.
Ce modèle de luxe était proposé en France à 19 500 € environ avec un équipement particulièrement complet de série, comprenant entre autres un pare-brise électrique, un lecteur radio-cassettes, ABS, sièges, dosserets, poignées chauffantes, valises, coffre, prises électriques, marche arrière. En option, le chargeur de CD ou les bagages siglés aidaient à faire s'envoler encore plus haut le tarif.
Cette machine se démarque par son étonnante agilité sur route sinueuse malgré le gabarit, ainsi que par son coût d'entretien pharaonique.

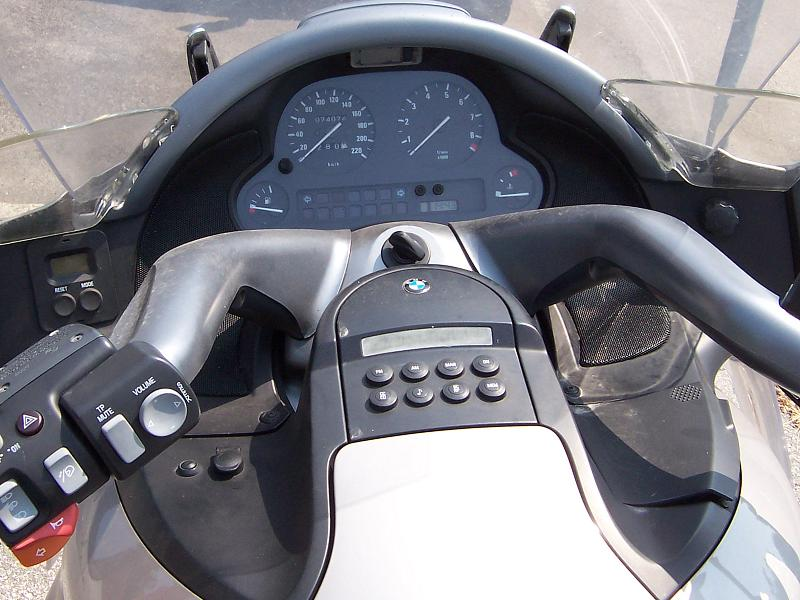
Le tableau de bord

Elle a été conçue par BMW USA sur la base mécanique issue de la K 100 LT puis de la K 1100 LT.
Le moteur est un quatre cylindres en ligne, quatre temps développant 116 chevaux à 8 000 tr/min, pour un couple de 12 m kg à 5 250 tr/min.

## Restylage
Un modèle revu a été présenté au cours d'année 2004. Les innovations les plus importantes étaient :
- évolutions moteur et transmission :
  - Puissance maximale : 116 ch (85 kW), contre 98 précédemment
  - Couple maximal : 12 m kg (118 N m), contre 11,7 m kg ((115 N m)
  - Boîte de vitesses revue
    - Évolutions partie cycle :
    - chasse augmentée
    - nouvel amortisseur avec amortissement en fonction de la course

  - Équipements :
    - béquille centrale électro-hydraulique,
    - éclairage au xénon en option.